# Sixtyfive Cadillac
Sixtyfive Cadillac – High Energy Soul Show (abbreviato in 65 Cadillac) è un gruppo musicale tedesco Rhythm and Blues di dieci persone da Walsrode (Bassa Sassonia, Germania).

## Storia
Sixtyfive Cadillac esiste dal 1990. Dopo prove preliminari in giugno 1990 il primo concerto fu tenuto il 25 agosto 1990 nel a quel tempo leggendario club “Welcome” a Hützel (vicino Soltau) davanti a più di 500 fan. Fino ad oggi la band ha dato più di 600 concerti nei paesi europei come Germania, Lussemburgo e Polonia a spettacoli rinomati di tanto in tanto insieme a musicisti famosi ed è stata ospite a numerosi programmi radio e televisivi.
Nel 2010 i ragazzi di Sixtyfive Cadillac diedero un concerto commemorativo in occasione del 20º anniversario della band nel quadro della manifestazione locale del “Bad Fallingbosteler Freitag” a Bad Fallingbostel, il loro luogo di nascita. Unitamente ai numerosi spettatori erano ospiti sul palcoscenico alcuni dei ex musicisti.

Logo ufficiale

## Formazione
- Heiko Ebeling, Walsrode (Germania), voce e armonica
- Malte Kadel, Walsrode (Germania), voce
- Shan Gao, Shenyang, Cina, sax contralto e flauti
- Dirk Riedstra, Hilversum (Paesi Bassi), sax tenore
- Georg Weisbrodt, Ruppertsberg (Germania), trombone
- Tom Schmeichel, Schwedt/Oder (Germania), tromba
- Andreas Petalas, Drama (Grecia), chitarra e voce
- Rolf Mäusbacher, Colonia (Germania), chitarra e voce
- Damian Galinski, Tczew, Polonia, tastiere
- Lukasz Pamin, Hannover (Germania), batteria
- Walter Kohn, Walsrode (Germania), basso

## Discografia

### Album studio
- “Sixtyfive Cadillac” (Like It Is Records, LII 098001) (1998)
- “2” (Like It Is Records, LII 002001) (2002)
- “Five Songs” (Like It Is Records, LII 012001) (2012)

### Album sampler
- “10 Jahre Blues-Matinee Garbsen” (1 traccia), 2009

## Galleria d'immagini

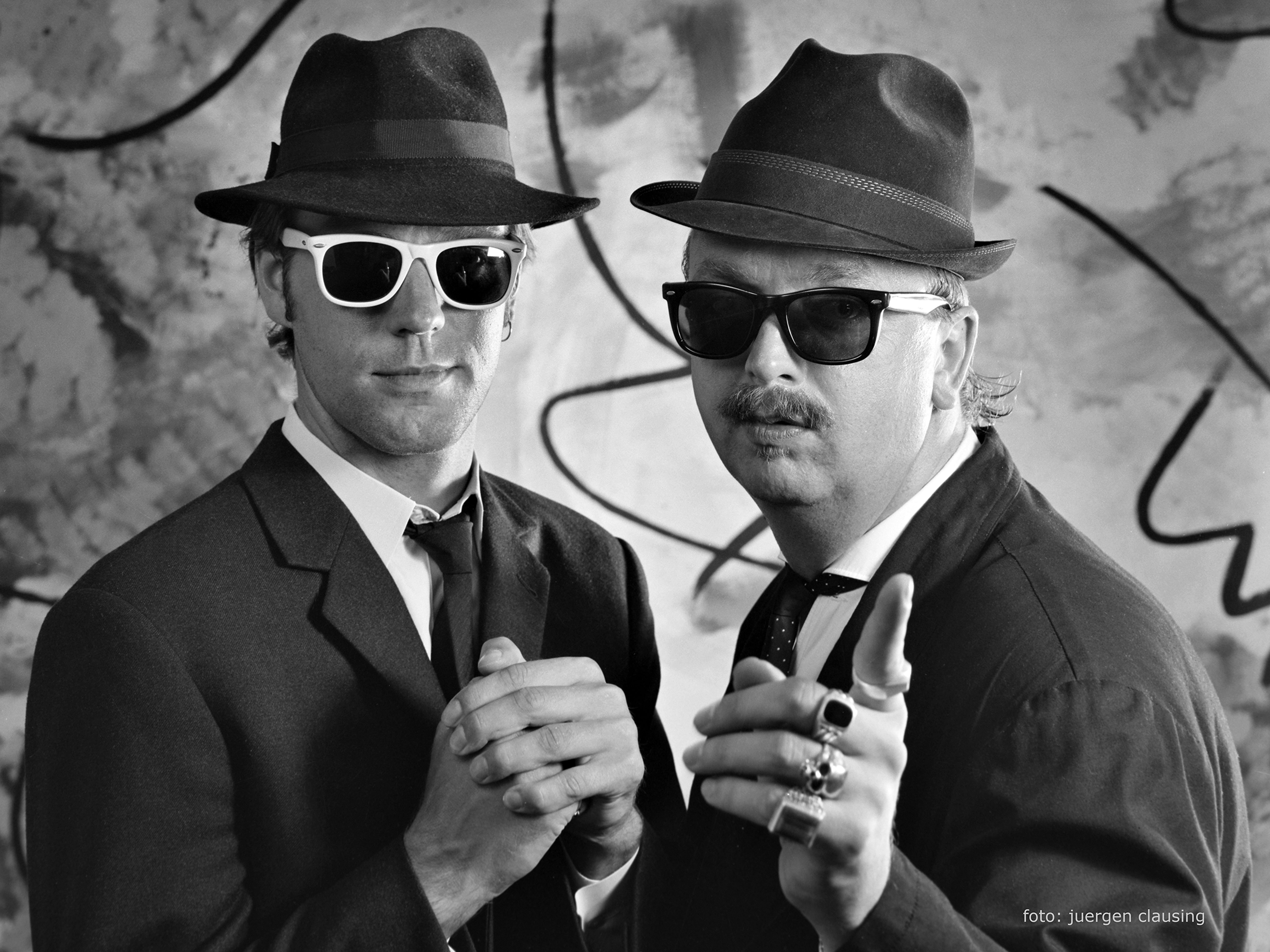
1990
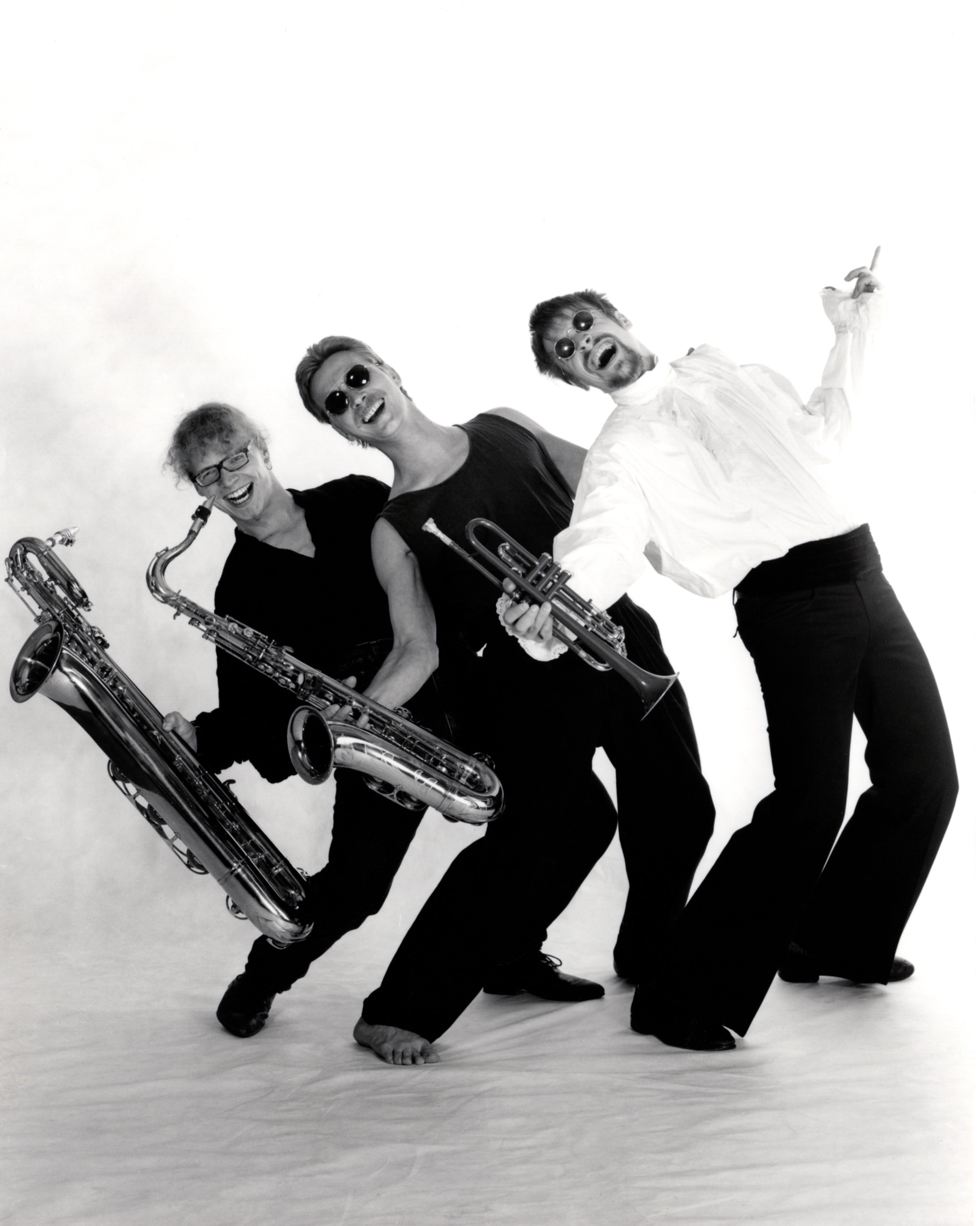
1994
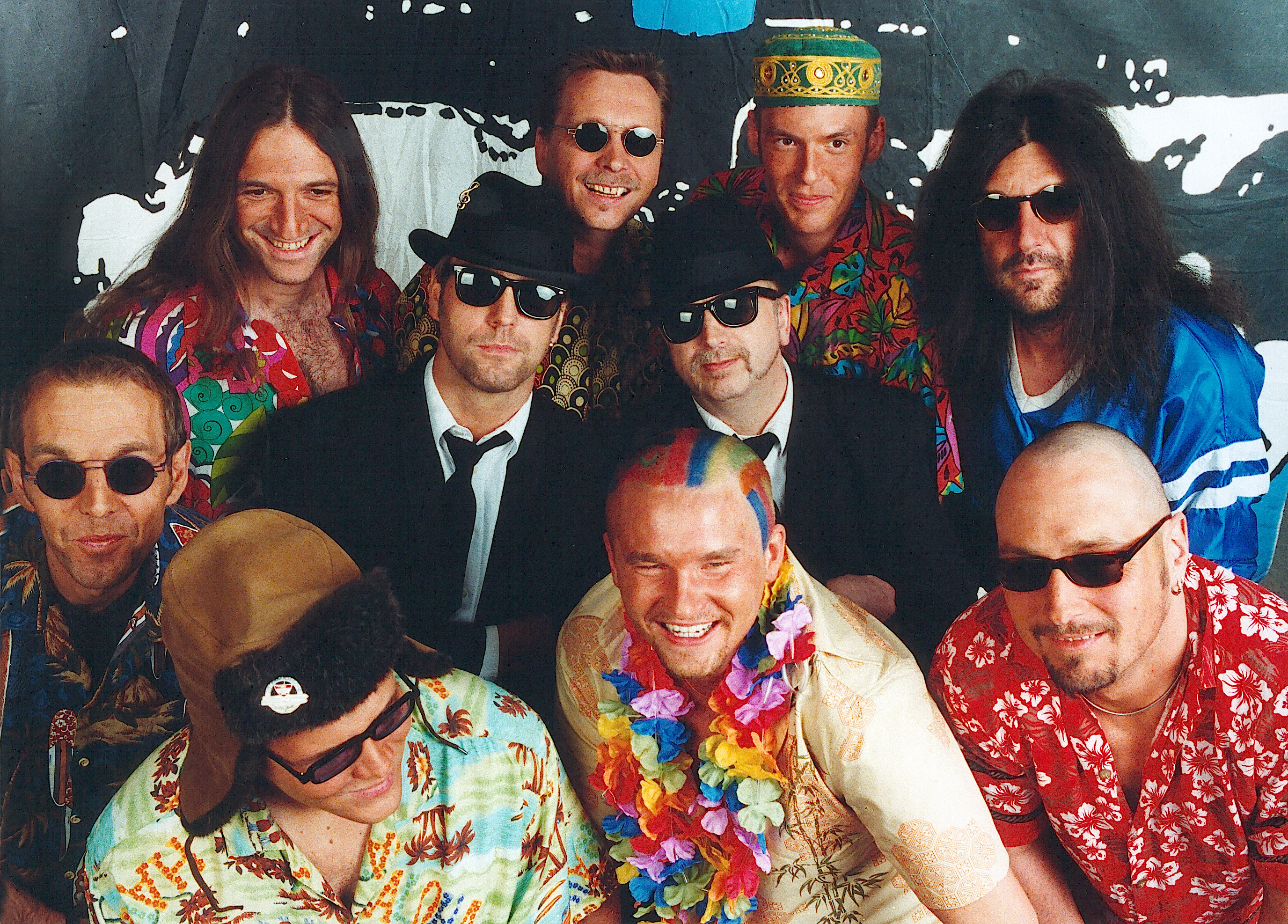
2001
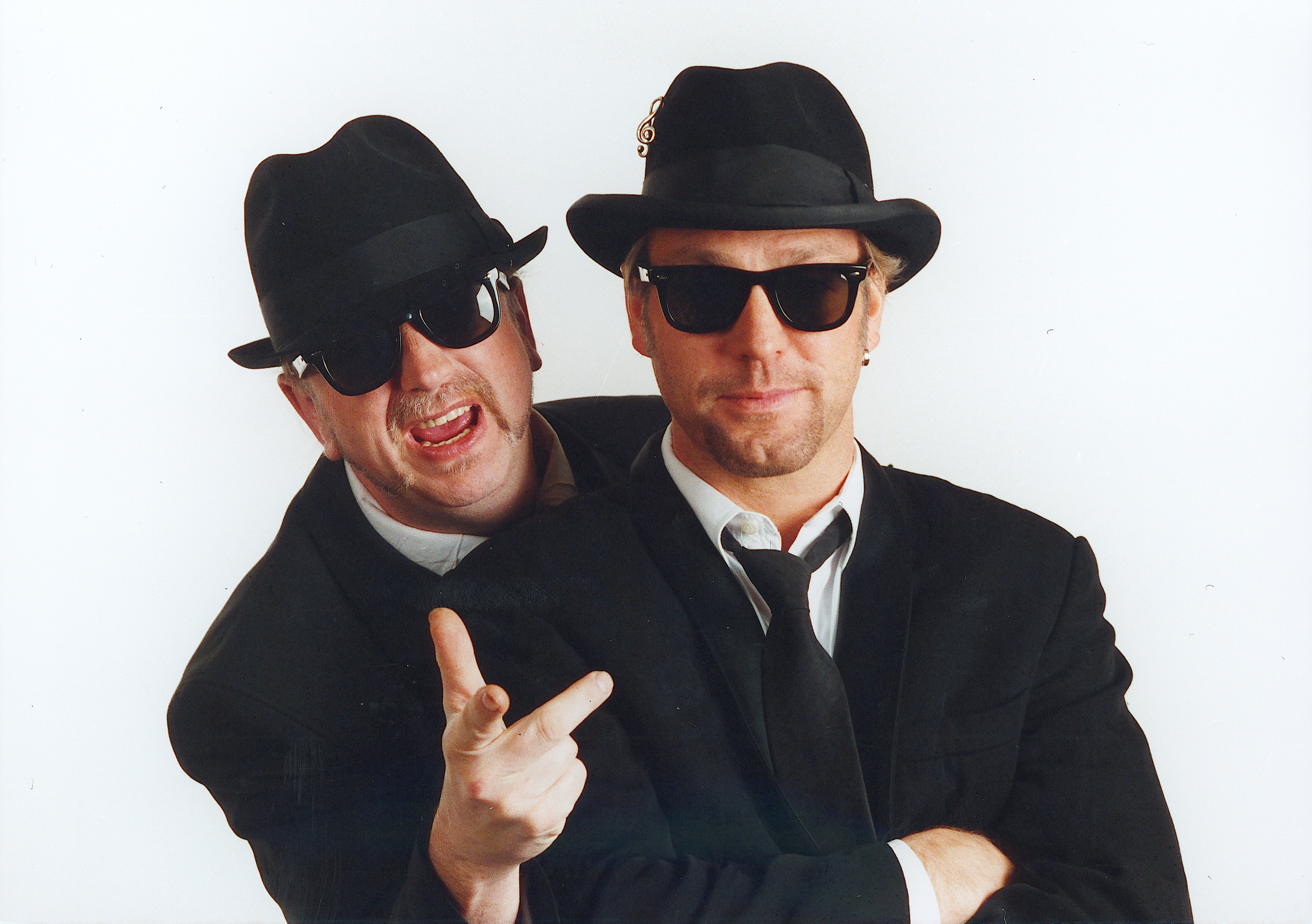
2001
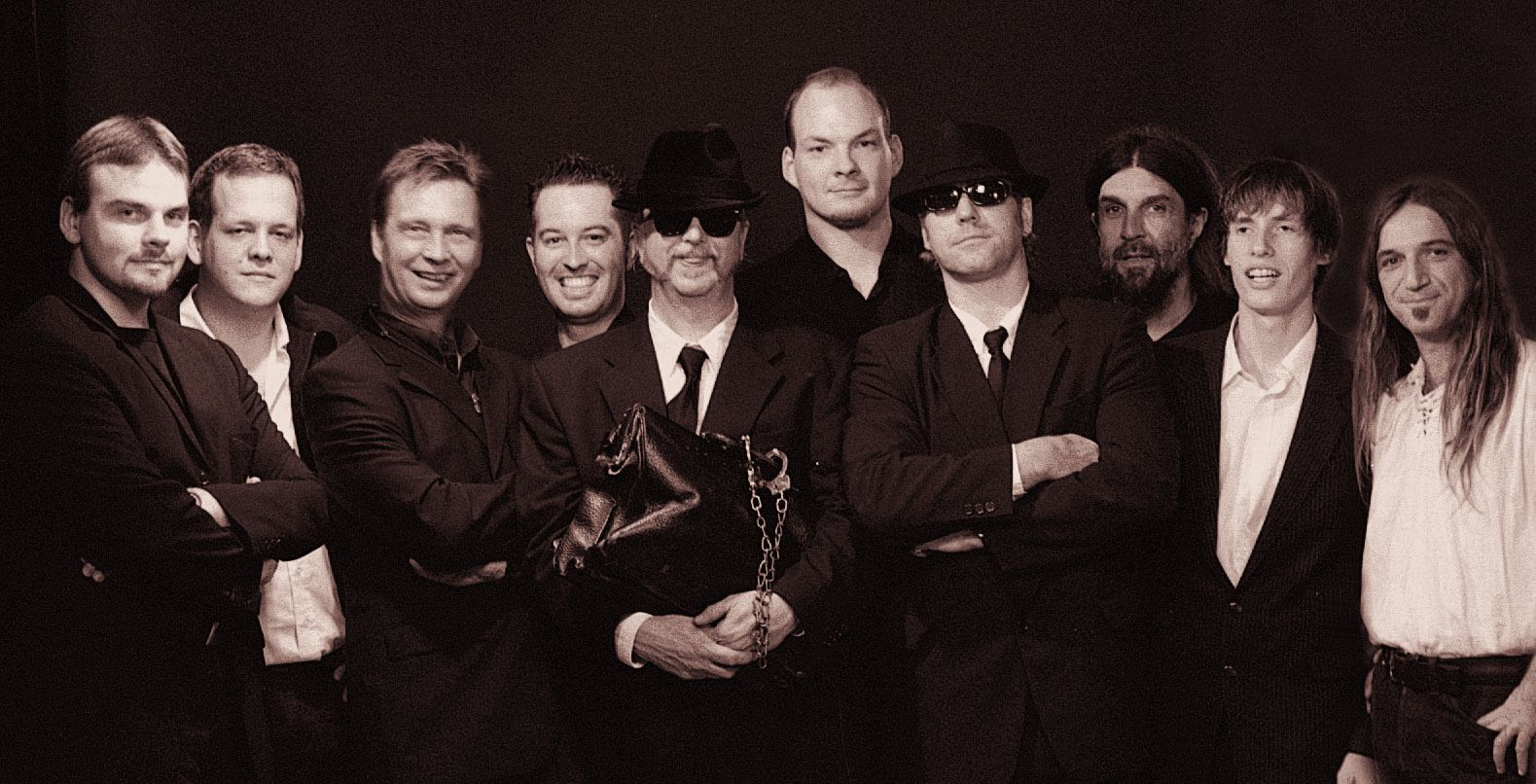
2004
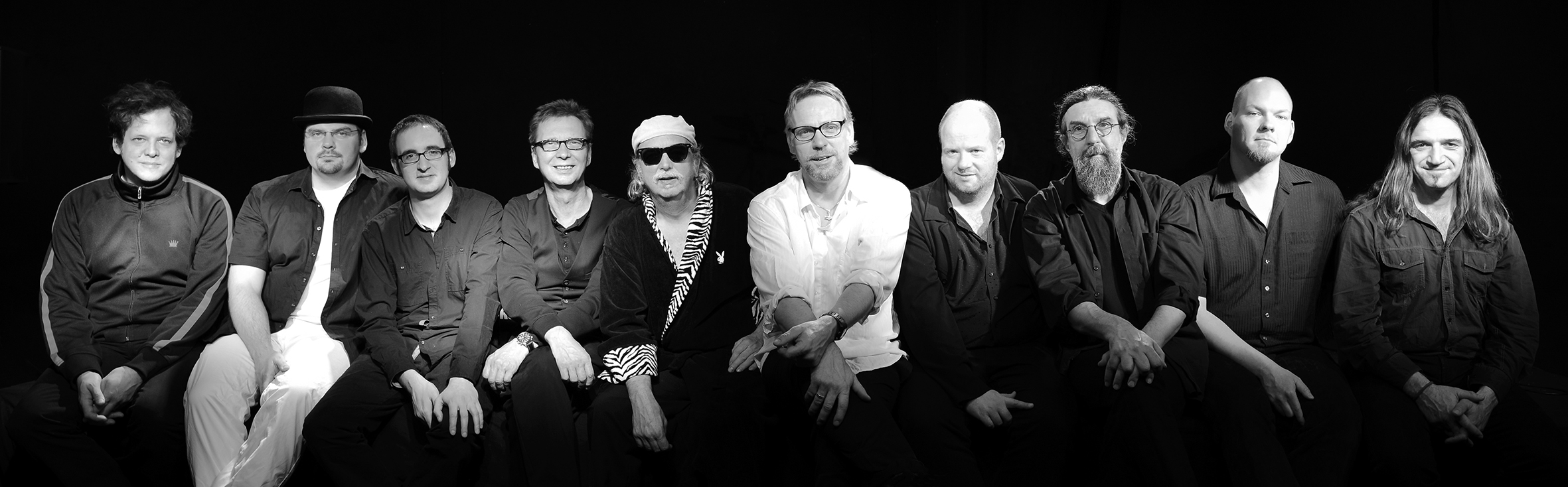
2013
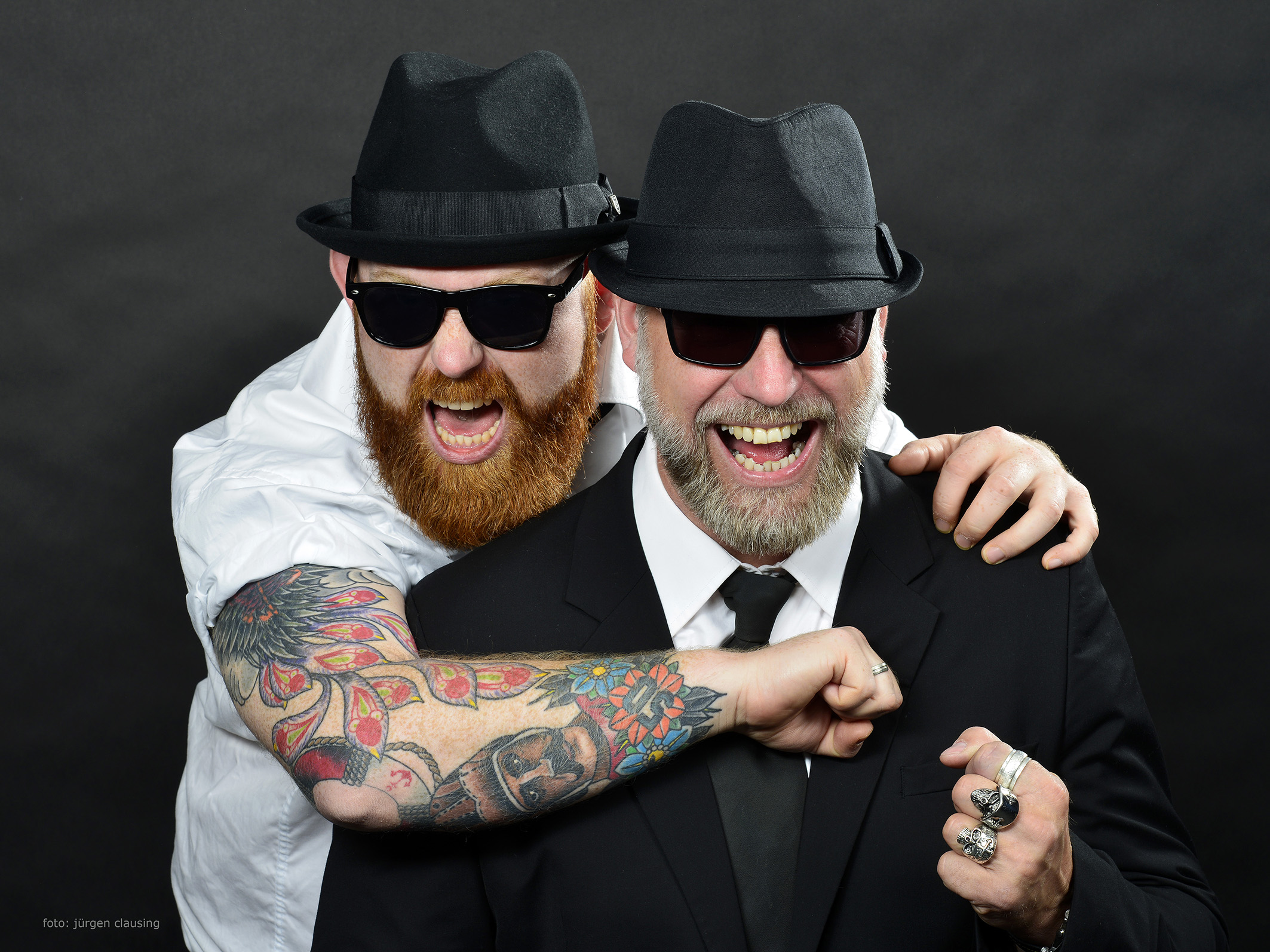
2015
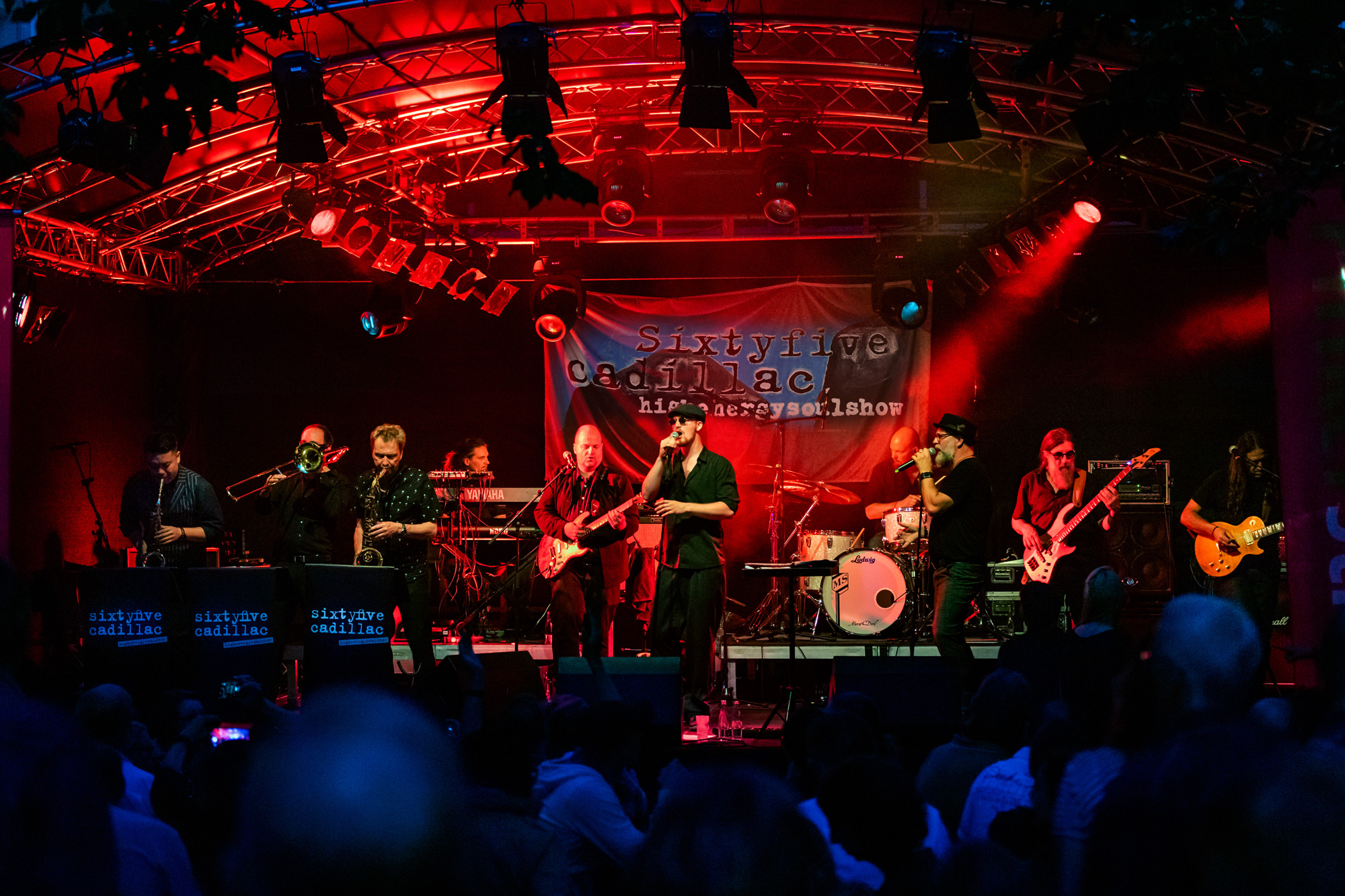
2019
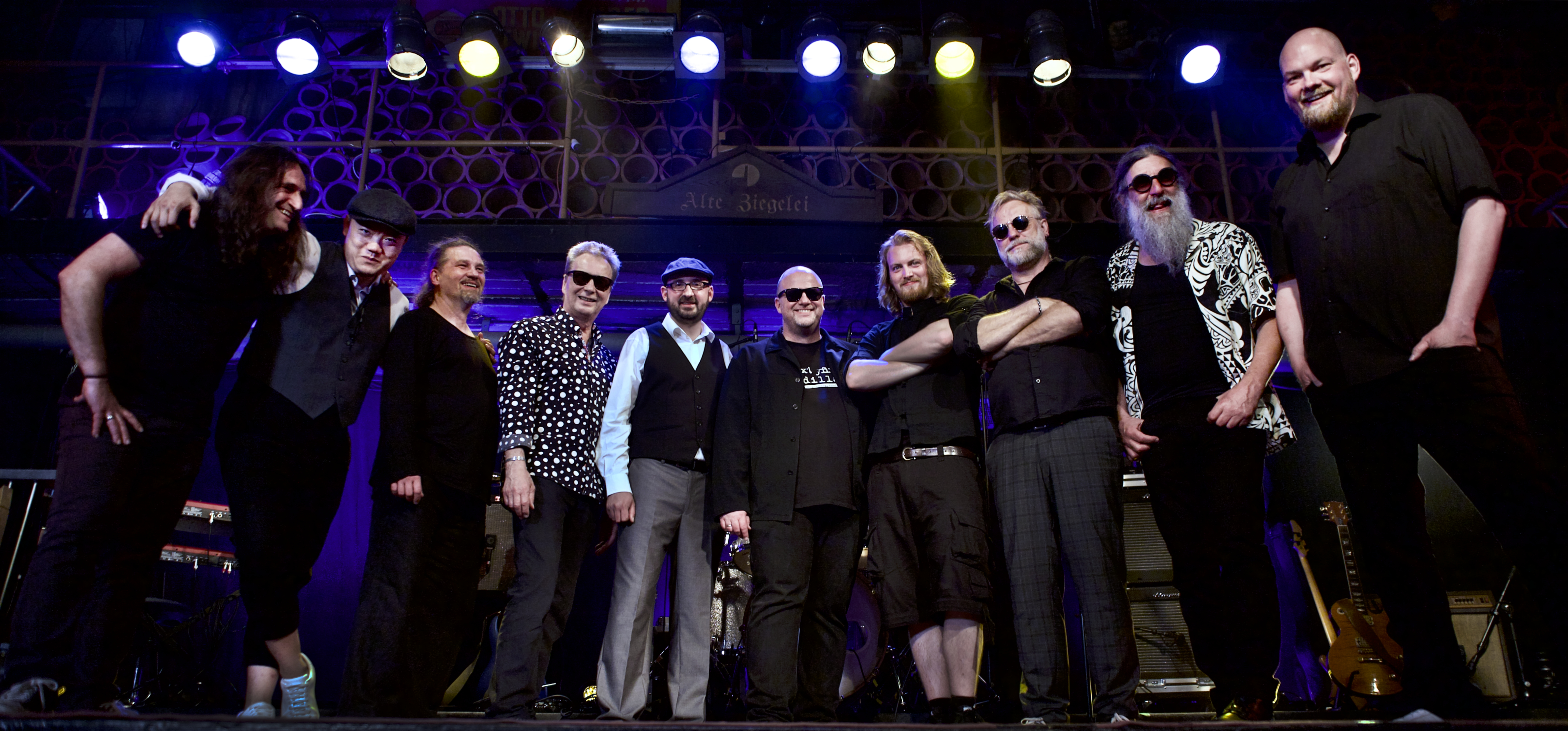
2021